# Brian Bennett
Brian Bennett (Londra, 9 febbraio 1940) è un batterista e compositore britannico.
All'inizio suonò la batteria con "Marty Wilde's Wildcats" prima del cambiamento di nome in "Krew Kats". Entra a far parte degli Shadows sostituendo Tony Meehan nell'ottobre del 1961 ed ha continuato a suonare fino allo scioglimento del gruppo nel 1990 e in tutte le ultime apparizioni, compreso il Final Tour del 2004 e nel 2005. Ha suonato con Hank Marvin nei suoi primi 2 album da solista ed ha girato l'Inghilterra con lui in tournée nel 1991. Brian Bennett è attualmente impegnato a scrivere musica per la televisione. Suo figlio Warren ha arrangiato delle recenti canzoni di Hank Marvin e suona le tastiere negli studi di registrazione e in tournée.